# Klassenvijand

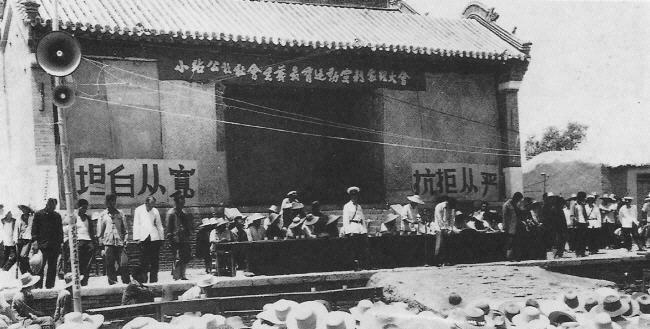
Strijdbijeenkomst in de Volksrepubliek China

Klassenvijand is een politiek geladen scheldwoord, gebruikt in communistische landen om vijanden van de staat aan te duiden (de staat wordt/werd beschouwd als vertegenwoordiger van de arbeidersklasse). In de Duitse Democratische Republiek werden bijvoorbeeld de kapitalistische landen geschaard onder de klassenvijanden.
Tijdens de Culturele Revolutie in China werden veel strijdbijeenkomsten ondernomen om klassenvijanden en rivalen te vernederen, te vervolgen en/of uit te schakelen.